# Чемпіонат світу з літнього біатлону 2023
28-й чемпіонат світу з літнього біатлону проходив в словацькому селі Брезно-Осрблі на спорткомплексі «Národné biatlonové centrum Osrblie» з 24 по 27 серпня 2023 року.
Серед дорослих спортсменів та юніорів було розіграно 12 комплектів медалей з таких біатлонних дисциплін: суперспринт, спринт, гонка переслідування, масстарт.

## Учасники
Загалом у змаганнях взяли участь 246 спортсменів (108 жінок і 138 чоловіків). На чемпіонаті змагалися представники 24 країн світу. 
- Бельгія
- Болгарія
- Боснія і Герцеговина
- Велика Британія
- Греція
- Данія
- Естонія
- Іспанія
- Казахстан
- Латвія
- Литва
- Молдова
- Монголія
- Німеччина
- Північна Македонія
- Польща
- Румунія
- Сербія
- Словаччина
- Угорщина
- Україна
- Хорватія
- Чехія
- Швеція

## Збірна України
Збірна України була представлена в такому складі:

Чоловіки:  Тарас Лесюк, Антон Дудченко, Богдан Цимбал,  Артем Прима, Артем Тищенко, Денис Насико, Руслан Ткаленко.
Жінки: Юлія Джіма, Дар'я Блашко, Анна Кривонос, Христина Дмитренко, Анастасія Меркушина, Любов Кип‘яченкова.
Юнаки: Віталій Мандзин, Степан Кінаш, Сергій Супрун, Єгор Макаренко, Богдан Борковський, Михайло Хміль.
Дівчата: Олександра Меркушина, Олена Городна, Ксенія Приходько, Єва Мартиненко.

## Розклад
Розклад чемпіонату

(час місцевий — UTC+1)
| Дата      | Час   | Гонка                                        |
| --------- | ----- | -------------------------------------------- |
| 24 серпня | 11:00 | Суперспринт — кваліфікація, юніорки, 4,5 км  |
| 24 серпня | 12:30 | Суперспринт, юніорки, 7,5 км                 |
| 24 серпня | 14:45 | Суперспринт — кваліфікація, юніори, 4,5 км   |
| 24 серпня | 16:15 | Суперспринт, юніори, 7,5 км                  |
| 25 серпня | 11:00 | Суперспринт — кваліфікація, жінки, 4,5 км    |
| 25 серпня | 12:30 | Суперспринт, жінки, 7,5 км                   |
| 25 серпня | 14:45 | Суперспринт — кваліфікація, чоловіки, 4,5 км |
| 25 серпня | 16:15 | Суперспринт, чоловіки, 7,5 км                |
| 26 серпня | 11:00 | Спринт, юніорки, 6 км                        |
| 26 серпня | 13:00 | Спринт, юніори, 7,5 км                       |
| 26 серпня | 15:30 | Спринт, жінки, 6 км                          |
| 26 серпня | 17:40 | Спринт, чоловіки, 7,5 км                     |
| 27 серпня | 11:30 | Гонка переслідування, юніорки, 7,5 км        |
| 27 серпня | 13:15 | Гонка переслідування, юніори, 10 км          |
| 27 серпня | 15:15 | Масстарт, чоловіки                           |
| 27 серпня | 17:15 | Масстарт, жінки                              |

## Результати змагань чемпіонату

### Юніори

#### Юніорки
| Гонка:                                         | Золото:                | Час               | Срібло:                      | Час            | Бронза:                      | Час             |
| Суперспринт, юніорки Протокол                  | Лора Христова Болгарія | 24:33.3 (1+0+1+3) | Олександра Меркушина Україна | +9.5 (1+0+2+0) | Олена Городна Україна        | +36.3 (1+0+3+0) |
| Спринт, юніорки 6 км Протокол                  | Лора Христова Болгарія | 17:00.6 (0+1)     | Ема Капустова Словаччина     | +26.2 (1+0)    | Валентина Димитрова Болгарія | +45.3 (1+0)     |
| Гонка переслідування, юніорки, 7,5 км Протокол | Лора Христова Болгарія | 24:28.3 (0+1+0+0) | Ема Капустова Словаччина     | +2.0 (1+1+1+2) | Олена Городна Україна        | +56.5 (1+0+1+2) |

#### Юніори
| Гонка:                                      | Золото:                    | Час               | Срібло:                 | Час               | Бронза:                    | Час               |
| Суперспринт, юніори Протокол                | Ян Гунька Польща           | 21:19.2 (1+2+0+1) | Сергій Супрун Україна   | +9.8 (1+1+0+1)    | Матія Легович Хорватія     | +10.8 (0+1+0+3)   |
| Спринт, юніори, 7,5 км Протокол             | Богдан Борковський Україна | 19:05.5 (1+0)     | Степан Кінаш Україна    | +0.5 (0+0)        | Віталій Мандзин Україна    | +11.9 (1+0)       |
| Гонка переслідування, юніори 10 км Протокол | Матія Легович Хорватія     | 25:49.4 (1+0+0+0) | Віталій Мандзин Україна | +1:00.0 (1+0+2+0) | Богдан Борковський Україна | +1:01.0 (1+2+0+2) |

### Дорослі

#### Жінки
| Гонка:                      | Золото:                      | Час               | Срібло:                    | Час            | Бронза:                      | Час             |
| Суперспринт, жінки Протокол | Маріон Візенсартер Німеччина | 23:13.4 (1+1+0+0) | Туулі Томінґас Естонія     | +9.9 (1+0+2+1) | Ліза Марія Шпарк Німеччина   | +15.4 (1+0+0+0) |
| Спринт, жінки 6 км Протокол | Туулі Томінґас Естонія       | 16:51.5 (0+1)     | Ліза Марія Шпарк Німеччина | +1.9 (0+0)     | Тереза Вінкларкова Чехія     | +13.5 (0+0)     |
| Масстарт, жінки             | Маркета Давідова Чехія       | 29:03.0 (1+0+0+0) | Туулі Томінґас Естонія     | +8.1 (1+0+1+0) | Маріон Візенсартер Німеччина | +12.1 (1+1+0+0) |

#### Чоловіки
| Гонка:                           | Золото:                    | Час               | Срібло:                | Час            | Бронза:               | Час             |
| Суперспринт, чоловіки Протокол   | Андрейс Расторгуєвс Латвія | 20:07.2 (0+1+0+0) | Томаш Мікиска Чехія    | +4.9 (0+0+2+1) | Артем Тищенко Україна | +13.2 (0+0+0+0) |
| Спринт, чоловіки 7,5 км Протокол | Флоран Клод Бельгія        | 17:52.6 (0+0)     | Вітаутас Строля Литва  | +27.1 (1+0)    | Єспер Нелін Швеція    | +29.1 (1+0)     |
| Масстарт, чоловіки Протокол      | Тарас Лесюк Україна        | 32:34.3 (0+0+0+0) | Дмітрій Шамаєв Румунія | +8.6 (0+1+1+0) | Вітаутас Строля Литва | +16.6 (1+1+0+1) |

## Медальний залік
| Місце | Країна     |   |   |   | Всього |
| ----- | ---------- | - | - | - | ------ |
| 1     | Болгарія   | 3 | 0 | 1 | 4      |
| 2     | Україна    | 2 | 4 | 5 | 11     |
| 3     | Естонія    | 1 | 2 | 0 | 3      |
| 4     | Німеччина  | 1 | 1 | 2 | 3      |
| 5     | Чехія      | 1 | 1 | 1 | 3      |
| 6     | Хорватія   | 1 | 0 | 1 | 2      |
| 7     | Бельгія    | 1 | 0 | 0 | 1      |
| 7     | Латвія     | 1 | 0 | 0 | 1      |
| 7     | Польща     | 1 | 0 | 0 | 1      |
| 10    | Словаччина | 0 | 2 | 0 | 2      |
| 11    | Литва      | 0 | 1 | 1 | 2      |
| 12    | Румунія    | 0 | 1 | 0 | 1      |
| 13    | Швеція     | 0 | 0 | 1 | 1      |

| Місце | Країна    |   |   |   | Всього |
| ----- | --------- | - | - | - | ------ |
| 1     | Естонія   | 1 | 2 | 0 | 3      |
| 2     | Німеччина | 1 | 1 | 2 | 3      |
| 3     | Чехія     | 1 | 1 | 1 | 3      |
| 4     | Україна   | 1 | 0 | 1 | 2      |
| 5     | Бельгія   | 1 | 0 | 0 | 1      |
| 5     | Латвія    | 1 | 0 | 0 | 1      |
| 7     | Литва     | 0 | 1 | 1 | 2      |
| 8     | Румунія   | 0 | 1 | 0 | 1      |
| 9     | Швеція    | 0 | 0 | 1 | 1      |

| Місце | Країна     |   |   |   | Всього |
| ----- | ---------- | - | - | - | ------ |
| 1     | Болгарія   | 3 | 0 | 1 | 4      |
| 2     | Україна    | 1 | 4 | 4 | 9      |
| 3     | Хорватія   | 1 | 0 | 1 | 2      |
| 4     | Польща     | 1 | 0 | 0 | 1      |
| 4     | Словаччина | 0 | 2 | 0 | 2      |